# Манси
Манси (манс. меньдси, моансь) су угарски народ из групе угро-финских народа, који претежно живи у Русији, односно у аутономном округу Хантија-Мансија, у којем чине око 0,8% становништва, и у којем представљају једанаести народ по бројности, после Руса (68%), Татара (7,6%), Украјинаца (6,4%), Башкира (2,5%), Азербејџанаца (1,8%), Ханта (1,3%), Белоруса (1,0%), Кумика (1,0%), Чуваша (0,9%) и Лезгина (0,9%). Манси су већином православне вероисповести, али су сачували и традиционална веровања (култ духова покровитеља, медведа, шаманизам). Говоре мансијским језиком, који спада у угро-финску групу уралске породице језика.
У Русији их је 2010. укупно било 12.269. Од којих 10.977 живи у аутономном округу Хантија-Мансија.
Народи Манси и Ханти су у литератури познати и као Обски Угри, а њихови језици су најсличнији мађарском. Застарели руски назив за Мансе је Вогули (рус. вогулы).

## Историја
Преци Манса су у прошлости насељавали области западно од Урала (и територије на којој су данас насељени). Археолошка налазишта старих манских насеља су откривена у околини Перма и река Кама и Печора.
Према неким изворима у првом миленијуму пре нове ере, насељавају се у Западни Сибир, где су асимиловали локално становништво. Док су према другим изворима ову област населили око 500. нове ере.
Манси су први пут у руским изворима поменути под именом Вогули 1396. Територија Манса постаје део Русије у 16. веку, када су већи део Западног Сибира освојили руски козаци под командом Јермака Тимофејевича.